# Chris Weidman
Pour les articles homonymes, voir Weidmann.
Chris Weidman, né le 17 juin 1984 à Baldwin dans l'État de New York, est un pratiquant américain d'arts martiaux mixtes (MMA). Bien qu'ayant un parcours en lutte universitaire, il est également ceinture noire de jiu-jitsu brésilien.
Après avoir commencé sa carrière en MMA en 2009, il remporte le titre de champion des poids moyens du Ring of Combat en septembre 2010, organisation locale dans le New Jersey. Après avoir défendu sa ceinture une fois, il signe dans la plus importante organisation mondiale de la disciple, l'Ultimate Fighting Championship, début 2011. Après un parcours sans défaite de cinq combats dans la promotion, il devient champion des poids moyens de l'UFC en juillet 2013, mettant fin au long règne d'Anderson Silva et ses sept ans d'invincibilité. Il réalise un parcours sans faute de treize victoires avant de perdre ce titre le 12 décembre 2015, face à Luke Rockhold.

## Biographie
En 2009 et en parallèle de ses débuts en MMA, Chris Weidman se qualifie, chez les moins de 88 kg (194 lb), à l'édition 2009 de l'ADCC Submission Wrestling World Championship en remportant le tournoi qualificatif de la côte Est des États-Unis dit ADCC East Coast Trials. Après moins d'un an d'entrainement formel en jiu-jitsu brésilien et alors ceinture violette de la discipline, il remporte aux points son premier combat lors du rendez-vous mondial à Barcelone, en dominant Daniel Tabera. Il s'incline par contre aux points dans son combat suivant, en quart de finale face au champion et ceinture noire André Galvão.
En juin 2013, il devient ceinture marron de jiu-jitsu brésilien. Deux ans plus tard, en mai 2015, alors champion des poids moyens de l'UFC, Matt Serra et Renzo Gracie décernent à Chris Weidman la ceinture noire.

## Parcours en arts martiaux mixtes

### Ring of Combat
Chris Weidman commence sa carrière professionnelle en MMA sous l'égide de l'équipe Serra-Longo Fight Team dirigée par Matt Serra, ancien champion des poids mi-moyens de l'UFC, en tant qu'entraîneur de jiu-jitsu brésilien et Ray Longo pour la partie pieds-poings. Dans son premier combat au sein de l'organisation mineure du New Jersey Ring of Combat, il défait Reubem Lopes dès le premier round par soumission en kimura lors du ROC 23, le 20 février 2009.
Deux mois plus tard, le 17 avril, il remporte à nouveau une victoire au premier round en mettant TKO Mike Stewart à l'aide de ses poings au ROC 24.
Le 24 septembre 2010, il affronte le nouveau champion des poids moyens de l'organisation, Uriah Hall alors invaincu en quatre combats, lors du ROC 31. Cette fois encore, il réussit à remporter le match par TKO dès la première reprise en envoyant au tapis son adversaire par un coup de poing du gauche suivi de plusieurs coups de poing au sol et devient le nouveau champion des poids moyens du Ring of Combat,.
Il défend avec succès cette ceinture le 3 décembre 2010 face à Valdir Araujo lors du ROC 33 en remportant le match par décision unanime. Ces performances attirent alors l'organisation grandissante du Bellator MMA et Weidman est à deux doigts de signer un contrat avec celle-ci. Mais il se rétracte après avoir découvert une clause imprévue pouvant le lier plus de deux années avec la promotion.

### Ultimate Fighting Championship

#### Débuts sans faute
Chris Weidman s'engage finalement peu après avec l'Ultimate Fighting Championship, plus importante organisation mondiale de MMA, afin de remplacer au pied levé Rafael Natal prévu face à Alessio Sakara pour l'UFC on Versus 3 du 3 mars 2011. Le jeune Américain réussit à amener et contrôler au sol le vétéran de l'UFC pour s'octroyer les trois rounds aux yeux des juges et ainsi obtenir une victoire par décision unanime.
Pour son second combat à l'UFC, il remplace à nouveau un combattant blessé, Court McGee, et affronte Jesse Bongfeldt lors de l'UFC 131, le 11 juin 2011 à Vancouver. Chris Weidman contrôle la première reprise, amenant son adversaire au sol à plusieurs reprises. Dans les dernières secondes du round, il envoie un coup de genou puissant et finit par soumettre Bongfeldt avec un étranglement en guillotine debout pour s'accorder la victoire
et le bonus de la soumission de la soirée.
Weidman continue son parcours face à Tom Lawlor lors de l'UFC 139, le 19 novembre 2011 à San José. Il reste encore invaincu en endormant Lawlor avec un étranglement brabo et remporte le match par soumission technique dans le premier round.
Son adversaire suivant est le spécialiste du jiu-jitsu brésilien et ancien aspirant numéro un à la ceinture des poids moyens, Demian Maia. Ce dernier était d'abord prévu face à Michael Bisping, mais le programme de la soirée UFC on Fox 2 est remanié après la blessure de Mark Muñoz. Weidman accepte le combat peu avant l'échéance et les deux hommes se rencontrent le 28 janvier 2012 à Chicago. Après trois rounds peu engagés où le public manifeste son mécontentement, Weidman remporte la victoire par décision unanime. Le jeune Américain avait réussi à amener Maia au sol à plusieurs reprises mais sans pouvoir le contrôler. À la lecture des scores, le présentateur Bruce Buffer se trompe et annonce une victoire de l'Américain par décision partagée mais l'erreur est un peu plus tard corrigée. Sans la manière, Weidman ajoute tout de même un succès sur un combattant de renom à son palmarès.
Chris Weidman se retrouve ensuite en tête d'affiche de la soirée UFC on Fuel TV 4, face à Mark Muñoz, le 11 juillet 2012. Weidman domine son adversaire en lutte, pourtant champion universitaire de la discipline au plus haut niveau américain et l'envoie au tapis avec un coup de coude dans la seconde reprise. Quelques coups de poing supplémentaires suffisent alors à lui offrir la victoire par KO technique et le bonus du KO de la soirée. Ce nouveau succès important le place alors dans les prétendants potentiels au titre des poids moyens de l'UFC, et il n'hésite d'ailleurs pas à manifester son envie d'affronter le champion Anderson Silva.
Il est néanmoins d'abord prévu face à un autre aspirant, Tim Boetsch, pour l'UFC 155 du 29 décembre à Las Vegas. Mais près d'un mois avant l'échéance, Weidman se retire pour blessure et est alors remplacé par Constantinos Philippou.

#### Champion des poids moyens de l'UFC

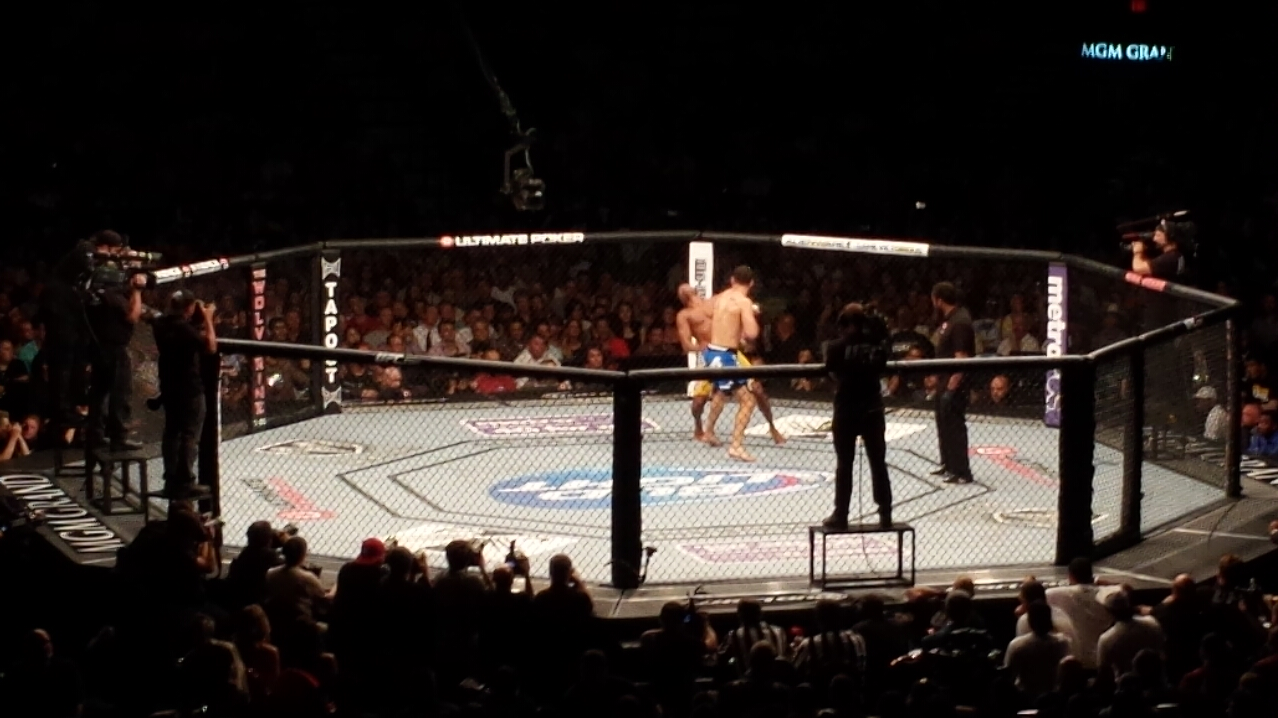
Chris Weidman met KO Anderson Silva lors de l'.

Après un parcours sans défaite de neuf victoires dont cinq à l'UFC, Chris Weidman obtient une occasion de remporter le titre des poids moyens face à Anderson Silva. Au début de mars 2013, la rencontre est confirmée pour l'UFC 162. Anderson Silva reste sur 16 victoires consécutives au sein de l'organisation, dont 10 défenses de titres, et les observateurs le donnent encore favori même si les écarts de côtes de paris se resserrent en comparaison de ses précédents combats. Les deux hommes se font face le 6 juillet 2013 au MGM Grand Garden Arena de Las Vegas. L'actuel champion adopte une attitude jugée désinvolte voire arrogante par d'autres combattants,, devenue coutume lors de ses dernières rencontres. Cela ne déstabilise pourtant pas Weidman qui amène son adversaire au sol dans le premier round et tente quelques soumissions qui restent infructueuses. Il réussit ensuite à toucher Silva dans la seconde reprise sur un coup de poing au menton envoyant son adversaire au tapis. L'arbitre arrête le match déclarant Silva KO et Weidman devient alors le nouveau champion des poids moyens de l'UFC. Il remporte au passage le bonus du KO de la soirée.
Malgré les propos d'Anderson Silva à la conférence de presse suivant le combat affirmant qu'il ne voulait plus combattre pour le titre, une revanche est annoncée le 13 juillet et prévue pour l'UFC 168 se déroulant le 28 décembre 2013. Chris Weidman défend donc son titre pour la première fois face au Brésilien. Il domine le premier round envoyant Anderson Silva au tapis avant de passer le reste du temps imparti à asséner des coups de poing et de coude sur son adversaire au sol sans pouvoir conclure le match. Mais, à peine une minute après le début de la seconde reprise, Silva se brise la jambe. Le Brésilien lance un coup de pied paré par un genou et s'écroule en hurlant de douleur. L'arbitre interrompt le combat et Weidman conserve son titre.
Fort d'une série de trois victoires consécutives par KO ou TKO, c'est d'abord Vitor Belfort qui est choisi comme prochain prétendant au titre au début de février pour l'UFC 173, le 24 mai 2014 à Las Vegas. Cependant, la polémique sur les dérogations accordées pour les thérapies de remplacement de testostérone (TRT) enfle à l'approche du combat et la commission athlétique du Nevada risque de ne pas accorder à Belfort une telle autorisation, à cause d'un contrôle positif aux stéroïdes anabolisants en 2006. La commission annonce finalement le bannissement de la thérapie fin février en ne délivrant alors plus aucune autorisation. Belfort se retire alors du combat annonçant qu'il aurait dans ce cas besoin de plus de temps pour se préparer à une telle échéance. Lyoto Machida est choisi comme nouvel adversaire de Weidman pour sa seconde défense de titre. Fin mars, une blessure au genou du champion vient repousser la date de ce match, désormais programmé en tête d'affiche de l'UFC 175, le 5 juillet 2014. Weidman conserve son titre, se montrant supérieur au Brésilien lors des trois premières reprises. Si Machida réussit à se montrer plus dangereux dans les deux derniers rounds, cela ne contre pas la victoire de Weidman par décision unanime. Il remporte aussi pour la première fois le bonus du combat de la soirée.
Fin juillet, c'est Vitor Belfort qui est de nouveau programmé comme son prochain adversaire pour l'UFC 181 du 6 décembre 2014 à Las Vegas. Mais le combat est une nouvelle fois repoussé après une blessure du champion et reprogrammé pour l'UFC 184, le 28 février 2015. Hélas, Chris Weidman déclare forfait une seconde fois fin janvier pour blessure et la rencontre est finalement repoussée au 23 mai 2015, en second combat principal de l'UFC 187. Belfort envoie de nombreux coups au champion en début de match mais ce dernier ne tombe pas. Weidman reprend ensuite la main en amenant le Brésilien au sol, il réussit alors à passer en position montée et assener des coups de poing qui finissent par lui offrir la victoire par TKO en un peu moins de trois minutes dans la première reprise. Weidman défend à nouveau sa ceinture et décroche un bonus de performance de la soirée.

#### Perte du titre
Annoncé dès le mois de juin, un combat entre Chris Weidman et Luke Rockhold, dernier champion des poids moyens du Strikeforce, est bientôt confirmé comme second combat principal de l'UFC 194 du 12 décembre 2015. Lors de la rencontre, Rockhold est capable de limiter l'impact de la lutte du champion et c'est même lui qui l'amène au sol dans le troisième round. Cette action lui permet alors de travailler avec un ground-and-pound qui marque Weidman, mais qui ne conduit pas pour l'heure à un arrêt du combat. Il réussit à installer de nouveau un tel travail dans la quatrième reprise pour finalement remporter la victoire par TKO. Les deux athlètes sont gratifiés du bonus du combat de la soirée. En subissant la première défaite de sa carrière, Chris Weidman perd la ceinture des poids moyens de l'UFC.
Début mars 2016, un combat revanche pour le titre est annoncé entre les deux hommes pour l'UFC 199 du 4 juin. Mais deux semaines avant la rencontre, Chris Weidman annule sa participation à cause d'une hernie discale et c'est alors Michael Bisping qui récupère l'occasion.
L'ancien champion signe en octobre un nouveau contrat de six combats avec l'UFC et affronte le Cubain Yoel Romero lors de l'UFC 205 du 12 novembre 2016 au Madison Square Garden de New York. C'est l'Américain qui contrôle le début du combat mais son adversaire lui envoie un puissant coup de genou sauté en tout début de troisième round. Assommé et marqué, Weidman perd le match par KO.

## Palmarès en arts martiaux mixtes
| 22 combats     | 15 victoires | 7 défaites |
| Par KO         | 6            | 6          |
| Par soumission | 4            | 0          |
| Sur décision   | 5            | 1          |

| Résultat | Record | Adversaire      | Méthode                                   | Événement                          | Date              | Round | Temps | Lieu                                    | Notes                                                                |
| -------- | ------ | --------------- | ----------------------------------------- | ---------------------------------- | ----------------- | ----- | ----- | --------------------------------------- | -------------------------------------------------------------------- |
| Défaite  | 15-7   | Bras Tavares    | Décision unanime                          | UFC 292                            | 19 août 2023      | 3     | 5:00  | Boston, Massachusetts, États-Unis       |                                                                      |
| Défaite  | 15-6   | Uriah Hall      | TKO (fracture du tibia)                   | UFC 261: Usmann vs. Masvidal       | 25 avril 2021     | 1     | 0:17  | Jacksonville, Floride, États-Unis       | Fracture du tibia lors du premier coup porté.                        |
| Victoire | 15-5   | Omari Akhmedov  | Décision unanime                          | UFC Fight Night: Lewis vs. Oleinik | 8 août 2020       | 3     | 5:00  | Las Vegas, Nevada, United States        | Retour en poids moyen                                                |
| Défaite  | 14-5   | Dominick Reyes  | TKO (coups de poing)                      | UFC on ESPN: Reyes vs. Weidman     | 18 octobre 2019   | 1     | 1:43  | Boston, Massachusetts, États-Unis       | Début en poids mi-lourds.                                            |
| Défaite  | 14-4   | Ronaldo Souza   | TKO (coups de poing)                      | UFC 230: Cormier vs. Lewis         | 4 novembre 2018   | 3     | 2:46  | New York, New York, États-Unis          | Combat de la soirée.                                                 |
| Victoire | 14-3   | Kelvin Gastelum | Soumission technique (arm-triangle choke) | UFC on Fox: Weidman vs. Gastelum   | 22 juillet 2017   | 3     | 3:45  | Uniondale, New York, États-Unis         |                                                                      |
| Défaite  | 13-3   | Gegard Mousasi  | TKO (coup de genou)                       | UFC 210: Cormier vs. Johnson II    | 8 avril 2017      | 2     | 3:13  | Buffalo, New York, États-Unis           |                                                                      |
| Défaite  | 13-2   | Yoel Romero     | TKO (coup de genou)                       | UFC 205: Alvarez vs. McGregor      | 12 novembre 2016  | 3     | 0:24  | New York, États-Unis                    |                                                                      |
| Défaite  | 13-1   | Luke Rockhold   | TKO (coups de poing)                      | UFC 194: Aldo vs. McGregor         | 12 décembre 2015  | 4     | 3:12  | Las Vegas, Nevada, États-Unis           | Perd le titre des poids moyens de l'UFC. Combat de la soirée.        |
| Victoire | 13-0   | Vitor Belfort   | TKO (coups de poing)                      | UFC 187: Johnson vs. Cormier       | 23 mai 2015       | 1     | 2:53  | Las Vegas, Nevada, États-Unis           | Défend le titre des poids moyens de l'UFC. Performance de la soirée. |
| Victoire | 12-0   | Lyoto Machida   | Décision unanime                          | UFC 175: Weidman vs. Machida       | 5 juillet 2014    | 5     | 5:00  | Las Vegas, Nevada, États-Unis           | Défend le titre des poids moyens de l'UFC. Combat de la soirée.      |
| Victoire | 11-0   | Anderson Silva  | TKO (tibia fracturé)                      | UFC 168: Weidman vs. Silva 2       | 28 décembre 2013  | 2     | 1:16  | Las Vegas, Nevada, États-Unis           | Défend le titre des poids moyens de l'UFC.                           |
| Victoire | 10-0   | Anderson Silva  | KO (coups de poing)                       | UFC 162: Silva vs. Weidman         | 6 juillet 2013    | 2     | 1:18  | Las Vegas, Nevada, États-Unis           | Remporte le titre des poids moyens de l'UFC. KO de la soirée.        |
| Victoire | 9-0    | Mark Muñoz      | KO (coups de coude et coups de poing)     | UFC on Fuel TV: Munoz vs. Weidman  | 11 juillet 2012   | 2     | 1:37  | San José, Californie, États-Unis        | KO de la soirée.                                                     |
| Victoire | 8-0    | Demian Maia     | Décision unanime                          | UFC on Fox: Evans vs. Davis        | 28 janvier 2012   | 3     | 5:00  | Chicago, Illinois, États-Unis           |                                                                      |
| Victoire | 7-0    | Tom Lawlor      | Soumission technique (brabo choke)        | UFC 139: Shogun vs. Henderson      | 19 novembre 2011  | 1     | 2:07  | San José, Californie, États-Unis        |                                                                      |
| Victoire | 6-0    | Jesse Bongfeldt | Soumission (étranglement en guillotine)   | UFC 131: Dos Santos vs. Carwin     | 11 juin 2011      | 1     | 4:54  | Vancouver, Colombie-Britannique, Canada | Soumission de la soirée.                                             |
| Victoire | 5-0    | Alessio Sakara  | Décision unanime                          | UFC Live: Sanchez vs. Kampmann     | 3 mars 2011       | 3     | 5:00  | Louisville, Kentucky, États-Unis        |                                                                      |
| Victoire | 4-0    | Valdir Araujo   | Décision unanime                          | Ring of Combat 33                  | 3 décembre 2010   | 3     | 5:00  | Atlantic City, New Jersey, États-Unis   | Défend le titre des poids moyens du ROC.                             |
| Victoire | 3-0    | Uriah Hall      | TKO (coups de poing)                      | Ring of Combat 31                  | 24 septembre 2010 | 1     | 3:06  | Atlantic City, New Jersey, États-Unis   | Remporte le titre des poids moyens du ROC.                           |
| Victoire | 2-0    | Mike Stewart    | TKO (coups de poing)                      | Ring of Combat 24                  | 17 avril 2009     | 1     | 2:38  | Atlantic City, New Jersey, États-Unis   |                                                                      |
| Victoire | 1-0    | Reubem Lopes    | Soumission (kimura)                       | Ring of Combat 23                  | 20 février 2009   | 1     | 1:35  | Atlantic City, New Jersey, États-Unis   |                                                                      |